# 章振大
章振大（1927年—），男，广东南澳人，中国太阳物理学家，南京大学天文系教授。著有《太阳物理学》、《日冕物理》。